# 圖瓦盧
圖瓦盧（英語：Tuvalu，i/tuːˈvɑːluː/ too-VAH-loo 或 /ˈtuːvəluː/ TOO-və-loo）是一个由九个环形珊瑚岛群组成的島國，位於南太平洋，屬於大洋洲。由於地勢極低，最高點僅海拔四米，因此全球暖化造成的海平面上升對圖瓦盧造成嚴峻威脅，是全球遭受全海平面上升威脅最嚴重的國家。圖瓦盧面积狭小，仅有二十六平方公里的国土，位居全球主權國家中倒数第四，僅大於瑙魯、摩納哥與梵蒂岡。由於地方偏僻且缺乏旅遊資源，圖瓦盧是全世界最少遊客到訪的國家。

## 历史
圖瓦盧群島早在西元前1世紀已有人定居。來自西班牙的歐洲探險家首次於1568年發現此地，但除了奴隸販賣者和捕鯨者偶爾登陸之後，歐洲人並沒有在島上殖民的計畫。1892年連同吉爾伯特群島成為了英國的保護地“吉尔伯特和埃利斯群岛”（Gilbert and Ellice Islands）。1915年成為英國的殖民地。
1974年，基於種族紛爭，屬於波利尼西亞人的埃里斯群島居民要求投票，和密克羅尼西亞人為主的吉爾伯特群島（Gilbert Islands）分開。之後，吉爾伯特群島宣告獨立，並將國號以本國語言改稱基里巴斯；埃里斯群島在1975年改稱圖瓦盧群島，並於1978年獲英國准許獨立。

## 地理
圖瓦盧氣候屬熱帶海洋性氣候，最高溫度可達攝氏40度，最低溫約攝氏22度，一般平均氣溫約介於攝氏26至32度之間。全年雨量在3,000－3,500公釐之間。11－3月降水较多，月降水量达300mm以上。4－10月降水较少，月降水量在200－300mm。
圖瓦盧由9個環狀珊瑚島組成（國旗上的9顆星正正象徵該9個環礁），位於西南太平洋，南緯5至10度，東經176至179度之間，南北縱深約560公里，由西北向東南綿延散佈在約130萬平方公里的海域內。富納富提為主島。9島中一島幾無人煙，五個島有潟湖。無山丘河流，最高處不超出海平面四公尺，海岸線長15英里，海岸常遭海水淹沒，土地長年有減無增，因此圖瓦盧政府非常重視氣候變化、全球暖化及海平面上升等議題。
2001年，圖瓦盧政府宣佈面對氣候變化海平面上升，圖瓦盧的居民最終將會撤出該群島。新西蘭同意接受每年配額的撤離者，但是澳洲則拒絕了圖瓦盧政府的請求。
圖瓦盧是面積最小的國家之一，土地貧瘠不適農耕，幾無儲水區，淡水資源依賴降雨。

## 政治
圖瓦盧是英聯邦成員國，與其他十五個英聯邦王國一同奉英國君主為國家元首的君主立憲國家，由君主根據總理推薦任命圖瓦盧總督代理其職務，現任總督是托菲加·法拉尼。
憲法規定圖瓦盧是民主主權國家，憲法至高無上，保護公民各項基本權利和自由。當地國會稱為Fale I Fono，屬一院制，由議員15人組成，直接民選產生，任期4年，議長由議員互選產生。圖瓦盧為內閣制，總理由15位國會議員互選產生，並由總督任命。內閣下設六部，由總理自議員中選任部長，內閣對議會負責，另設檢察總長1人，為政府法律顧問。圖瓦盧並沒有正式組織政黨，議員之間自行聯合組成政團，目前15名議員，分為執政（8人）與在野（7人）兩派。
法院分為高等法院、地方法院及島嶼法院，審理當地民刑事案件，倘有不服，則可上訴至首府高等法院重審。高等法院為最高訴訟法院。由一名大法官主持管轄和受理受理地區法院和八個島法院的上訴案。對高等法院之判決不服時，則以斐濟上訴法院上訴，如再不服，則再以可上訴至英國之樞密院司法委員會作終審。

## 行政區劃
由9個島礁群組成，其中6個為環狀珊瑚島（Atoll）及3個單一島嶼組成的紐拉基塔、紐陶、纳努芒阿岛，富纳富提（Funafuti）政府就位於其中丰阿法莱島上的瓦伊阿庫（Vaiaku）村，人口約四千九百人，面積2.79平方公里。納努梅阿環礁（Nanumea）是位在吐瓦魯最西北的環礁。
| # | 區域     | 主要村莊 | 地图 |
| - | -------- | -------- | ---- |
| 1 | 富纳富提 | 瓦伊阿庫 |      |
| 2 | 納努梅阿 | 洛卢阿   |      |
| 3 | 努伊     | 坦拉克   |      |
| 4 | 努庫費陶 | 萨瓦维   |      |
| 5 | 努庫萊萊 | 芳加瓦   |      |
| 6 | 瓦伊圖普 | 阿薩烏   |      |
| 7 | 纳努芒阿 | 汤加     |      |
| 8 | 紐拉基塔 | 紐拉基塔 |      |
| 9 | 纽陶     | 库利亚   |      |

## 經濟
圖瓦盧幾乎沒有天然資源，它的主要收入來自外國的援助。1999年政府財政預算支出為1,390萬澳元。主要產業為捕魚業及旅遊業，但因為它地處遙遠所以每年只有少數旅客到達。另出售郵票亦為圖瓦盧財政來源之一。圖瓦盧國民銀行，1980年成立。1993年服務業生產總值增長率9.4%。國內生產總值：1,665萬澳元（1995年）1,220萬美元（2000年）人均國內生產總值（2000年）：1,100美元。
圖瓦盧陸地小，土地貧瘠，幸海產豐富，盛產鮪魚，但技術落後，開發不足。依賴與外國漁業合作，出售捕魚許可證為重要經濟來源；與日本、韓國和中华民国簽有漁業協定，每年可獲捕魚費30萬澳元。圖瓦盧青年多赴諾魯磷酸鹽公司或海外輪船工作，賺回工資收入，故僑匯為重要外匯收入。1993年旅遊收入30萬美元。1994年遊客為1,224人。
圖瓦盧長年依賴英國、澳洲、紐西蘭、中華民國、日本、歐洲發展基金和聯合國開發計畫署提供財政援助。自1987年起，英國對圖財政預算援款每年減少10萬澳元。為解決由此帶來的困難，吐瓦魯方面制訂了一項發展基礎設施計畫，並于同年6月設立圖瓦盧信託基金，委請英、紐、澳財政顧問公司負責管理及投資，將存款利息或投資利潤作為發展圖瓦盧經濟。澳、新、英、日本和韓國為主要捐助國，2000年基金達6,010萬澳元。1990年利息達100萬澳元，用於政府支出，占年預算的25％。現還發動其他國家參加捐款。1986年，圖被聯合國列為最不發達國家之一，使圖可從世界銀行得到特許貸款。根據關貿總協定，圖出口商品可獲特別關稅待遇。
圖瓦盧經濟尚屬「自然經濟階段」，捕撈、種植為主要經濟產業活動，圖瓦盧基本上還没有工業。家族是生產和生活的最基本單位。集體勞動，主要從事捕魚和種植椰子、香蕉、芋頭，所獲物品在家族內平分。1993年農業生產總值增長8.7%。圖瓦盧椰商合作有限公司，1979年成立，當時稱圖瓦盧椰幹合作社協會有限公司，1985年改名。圖瓦盧合作社協會有限公司，1979年成立；由8個島嶼合作社協會合併而成。該國主要出口項目為魚貨、椰乾、手工藝品等等。外貿年年逆差，主要的生活用品均靠進口。主要貿易對象為新西蘭、澳大利亞和斐濟。1998年國內商品出口總額6.7萬澳元，進口總額1,140萬澳元。主要出口椰幹；主要進口食品、燃料、製成品、機械及交通工具。
圖瓦盧的經濟本來靠出口鳥糞造成的氮肥來支持，但由於海平面不斷上升，使國家的平地日漸縮少。在2000年，由於互聯網普及化，圖瓦盧以五千萬美元高價出租其國家的互聯網域名“.tv”來維持國家經濟。
圖瓦盧流通貨幣為澳元。儘管經濟規模小，但財政管理頗為謹慎，經常保持盈餘，並無累積龐大外債。

## 交通
當地車輛靠左行駛。內陸交通以機車及汽車為主，近年來首都已有小型民營巴士服務。
圖瓦盧地理位置偏遠，土地狹小，且無良好深水港，故海空運交通均極為不便。富納富提國際機場僅能容50人座之小型飛機起降，目前僅有斐濟航空公司每週有3次以44人座ATR 42-500型飛機飛航，是全世界所有有機場的國家中，航班最少的國家。
澳洲政府所資助圖瓦盧在首都興建之深水碼頭，可供中小型散裝貨輪裝卸20呎貨櫃。斐濟首都蘇瓦與富纳富提間有貨輪通航，每月1班，澳新亦有貨輪Southern Moana往來圖瓦盧，每月1班。至於圖瓦盧各島間之人員貨物流通，則全賴國營600噸之貨輪「尼旺加二號」（Nivaga II）及馬努佛勞（Manufolau）運送，且除首都有可供靠泊之碼頭外，該輪僅能停泊於其他各島之沿岸，再以小船接駁上岸。
島上有7家計程車提供服務，一間租借腳踏車，租金為每天澳幣5元。摩托車租借共有10家經營每天租金10-15元不等。公車為政府經營，全島兩部公車自早上7時到晚上7時全島南北來回載客，採隨招隨停制，大人50分澳幣，小孩20分澳幣。
首都所在的富纳富提本島對其他八島有交通船往返，其中最南邊纽拉基塔岛因人口過少，沒有固定交通船往返。船班每3個月調整一次。原則上，以富纳富提島為中心，約半個月到一個月船班往返一次，路線分為北區島、中間島和南區島3線。北區島包含纳努梅阿环礁、纽陶岛及纳努芒阿岛，中區島包含努伊环礁、瓦伊图普岛、努库费陶环礁及富纳富提环礁；南區島包括努库莱莱环礁及纽拉基塔岛。

## 教育
普及小學教育。全國有11所小學，72名教師，在校生1,485人；一所中學，有教師31人，在校生345人。還有一所海員訓練學校，52名學生。
1991年實行教育改革，將中小學學制從6年延長到8年，並實行小學和2年中學義務教育，關閉辦學不成功的社區培訓中心，擴大海洋職業培訓高校；開設有關職業、技術和商業課程，1990年教育支出占預算總支出的16.2%。

## 新聞出版
- 圖瓦盧（廣播）電臺為官方電臺，1975年成立，用圖瓦盧語和英語播音。
- 《圖瓦之聲》：雙週刊，有英文版和圖瓦盧文版；共發行400份。
- 《蒂·拉瑪》：月刊，宗教刊物。發行量1,000份。

## 人口
全國人口約10,000人，三分之一居住在富纳富提島。
圖瓦盧人屬玻里尼西亞族，與東加及薩摩亞屬同一族。當地主要語言為圖瓦盧語，英語為官方語言。居住於北方Nui島之居民則用吉里巴斯方言。

## 軍事
無軍隊，僅有38員士兵。

## 外交
图瓦卢冷战时期奉行反共主义外交，现今有限制地放宽。
图瓦卢同英國、紐西蘭、澳洲關係較深。同斐濟關係密切，在斐濟設有高級專員公署，在中華民國、比利時等国則設有大使館。紐西蘭、澳洲則設有高級專員公署，除了中華民國外大部分並未在图國設館，僅以駐在鄰近國家之大使兼使吐瓦魯。吐瓦魯與英聯邦成員國和比利時、智利、荷蘭、法國、德國、日本、韓國、中華民國等国有正式外交關係:71，该国也是为数不多未与中华人民共和国建交的联合国成员国之一:75-76。吐瓦魯參加的國際組織有联合国、亞太經社會、太平洋島國論壇、太平洋共同體、萬國郵政聯盟、亞洲開發銀行及聯合國教科文組織:73-74。

## 相關圖片

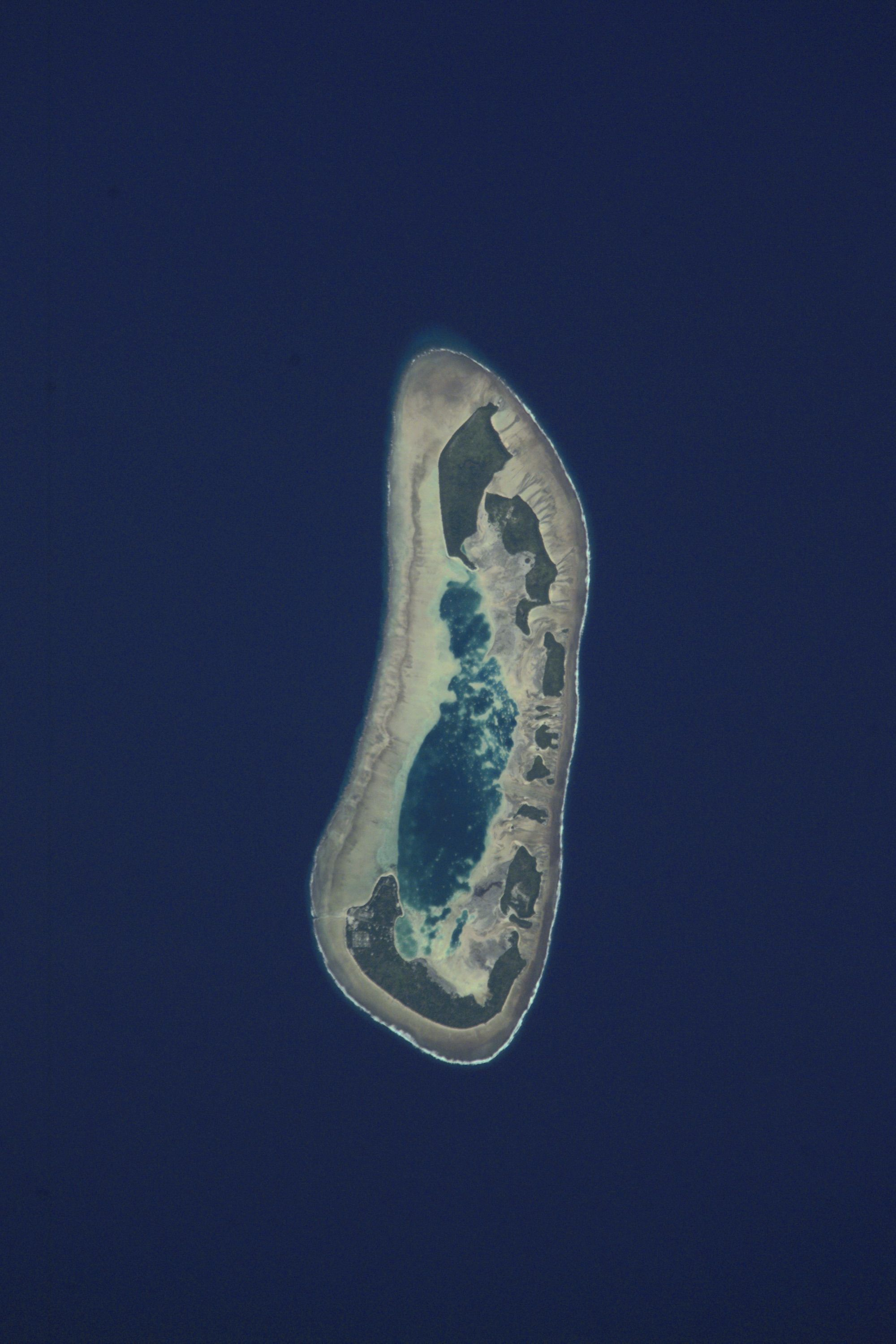
努伊環礁
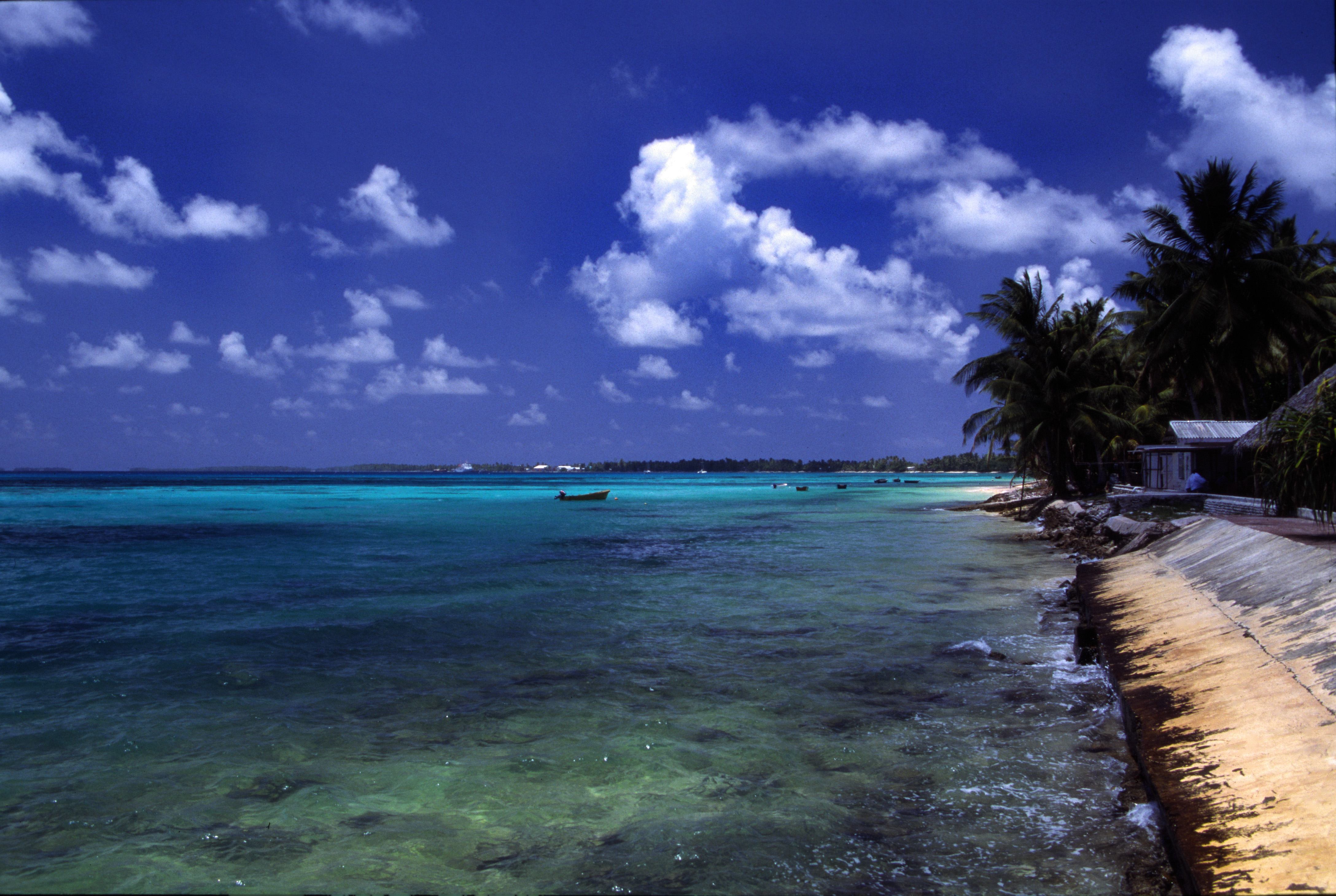
富纳富提環礁的一處海灘

## 外部連結
- Tuvalu Islands（页面存档备份，存于）（英文）
- The Sinking of Tuvalu （页面存档备份，存于）（英文）